# Джефрі (фільм)
Джефрі (англ. Jeffrey) — повнометражний американський фільм, відзнятий режисером Крістофером Ешлі. Фільм у витонченій манері розповідає нам про те, що життя завжди продовжується і треба прожити його так, щоб потім не було нестерпно боляче. Входить до 50 найкращих гей-фільмів за версією сайту AfterElton.

## Сюжет
Фільм-комедія поставлена за п'єсою відомого драматурга Пола Рудника, вистава за якою з успіхом пройшла на Бродвеї. Джеффрі — безробітний актор, який підробляє офіціантом на вечірках, — вирішує, що займатися сексом — занадто небезпечно і дає присягу цнотливості і безшлюбності. Під словом «секс» ніколи не малося на увазі, що потрібно думати про запобігання, вести тривалі переговори з партнером або запросто можна померти. Для Джеффрі секс — це таїнство, до якого неможливо так ставитися. Він вирішує знайти заміну сексу, спосіб жити по-новому. У цей же момент на нього звалюються різні випробування.
Почав Джеффрі свої пошуки зі спортивного залу, щоб вимотати всі сексуальні потреби на фізичних тренуваннях. Але відразу ж нарвався на чарівного хлопця, від якого встояти просто неможливо, хлопця своєї мрії. Він неодмінно знайомиться зі Стівом, але виявляється, що той — ВІЛ-інфікований. Джеффрі повинен вирішити, чи продовжувати стосунки зі Стівом чи ні, чи варто його любов того, хто неминуче приречений на смерть.
Фільм, як і належить жанру, закінчується добре. Хороша комедія, хороша постановка, відзначена присутністю багатьох голлівудських зірок в епізодичних ролях: Сігурні Уівер («Чужі»), Натан Лейн («Клітка для пташок»), Крісті Баранськи («Mamma Mia!»), Олімпія Дукакіс («Любов блакитна і рожева/Міські історії») і, навіть не згаданий в ролях, Патрік Суейзі («Вонг Фу»).

## У ролях
| Актор            | Роль                                |
| ---------------- | ----------------------------------- |
| Стівен Вебер     | Джеффрі                             |
| Майкл Т. Уайсс   | Стів                                |
| Пітер Джекобсон  | приятель Джеффрі                    |
| Девід Торнтон    | приятель Джеффрі                    |
| Патрік Стюарт    | Стерлінг                            |
| Кристін Баранскі | Енн                                 |
| Віктор Гарбер    | Тім                                 |
| Кемрін Мангейм   |                                     |
| Сігурні Уівер    | Дебра Мурхауз                       |
| Кіті Наджімі     | приятелька Джеффрі                  |
| Етан Філіпс      |                                     |
| Дебра Монк       |                                     |
| Натан Лейн       |                                     |
| Олімпія Дукакіс  |                                     |
| Кевін Нілон      | (в титрах не вказаний) телерепортер |